# Metro w Toronto
Metro w Toronto (ang: Toronto subway and RT) – system metra w Toronto, w prowincji Ontario, w Kanadzie, składający się zarówno podziemnych, jak i podwyższonej linii kolejowych, obsługiwanych przez Toronto Transit Commission (TTC).
Metro w Toronto jest pierwszym systemem metra w Kanadzie, z pierwszej linią z 12 stacjami pod Yonge Street, która została otwarta w 1954. Od tego czasu, system rozrósł się do największego systemu metra w Kanadzie i drugim najbardziej obleganym, po metrze w Montrealu, pod względem dziennych przejazdów, obejmujący cztery linie i 69 stacji i 70 km (43 mil) toru. System metra jest bardzo popularnym sposobem transportu publicznego w Toronto, ze średnio 948 100 pasażerów w każdym dniu tygodnia (od 1 kwartału 2010).
TTC czasami używa terminu „rapid transit” wewnętrznie by opisać wszystkie cztery linie, ale w miejscach publicznych zwyczajowo nazywane są liniami metra, z wyjątkiem Scarborough RT, która jest nazywana po prostu „RT”.
Obecne priorytety dla rozbudowy to rozbudowa zachodniej gałęzi linii Yonge-University-Spadina na północ od Toronto, tworząc nową linię pod Eglinton Avenue i rozbuowa linii Sheppard w obu kierunkach z obecnych przystanków.

## Linie metra
| Symbol | Nazwa Linii      | Otwarcie | Długość | Liczba Stacji |
| ------ | ---------------- | -------- | ------- | ------------- |
|        | Yonge–University | 1954 r.  | 38,4 km | 28            |
|        | Bloor–Danforth   | 1966 r.  | 26,2 km | 31            |
|        | Sheppard         | 2002 r.  | 5,5 km  | 5             |